# Молитва перед розп'яттям
Молитва перед розп'яттям — молитва, яка відмовляється після Причастя і перед Розп'яттям, щоби отримати великі ласки.

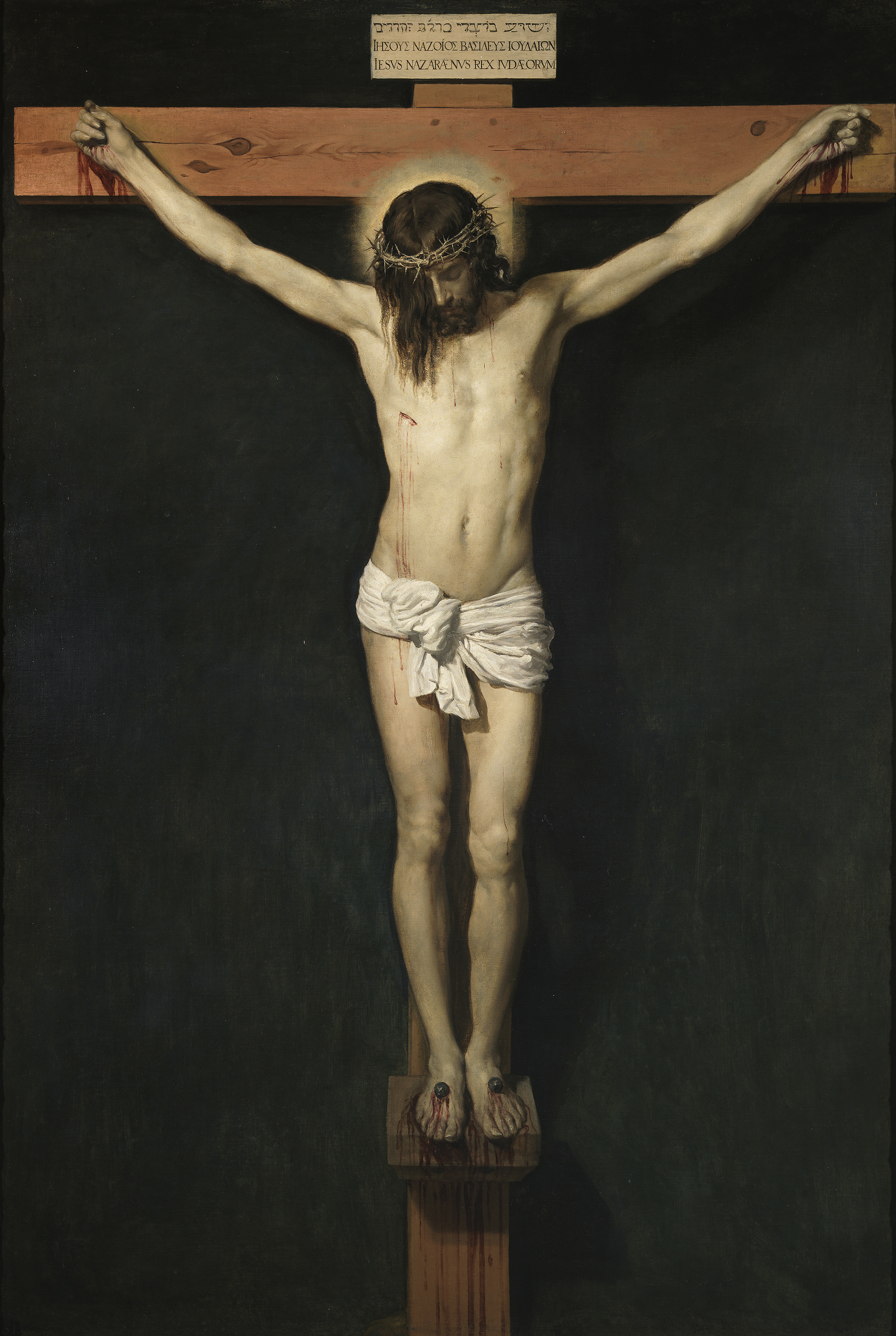
Розп'ятий Ісус (Дієго Веласкес)

Поглянь на мене вниз сюди, добрий і ласкавий Ісусе, коли я покірно клячу перед Твоїм Обличчям і з жаром у душі молюся і благаю, щоб Ти утвердив глибоко у мому серці найживіші почуття Віри, надії і любові, правдивий жаль за мої гріхи та щиру постанову для поправи; — коли я з великим почуттям любові і болізню моєї душі роздумую про Твої П'ять Ран, і гадкою в них заглиблююся, маючи те перед очима, що вже пророк, цар Давид, про Тебе, добрий Ісусе, говорив: «Пробили руки Мої, ноги Мої, порахували всі кості Мої».